# بني حامية (الخبت)

تعديل مصدري - تعديل

بني حامية هي إحدى قرى عزلة جبع بمديرية الخبت التابعة لمحافظة المحويت، بلغ تعداد سكانها 160 نسمة حسب تعداد اليمن لعام 2004.